# Нова Вас-над-Драгоньо
Нова Вас-над-Драгоньо (словен. Nova Vas nad Dragonjo) — поселення в общині Піран, Регіон Обално-крашка, Словенія. Висота над рівнем моря: 270,8 м. Розташоване на північний схід над с. Драгоня.